# Ferrovia del Duero
La ferrovia del Duero è una linea ferroviaria a scartamento iberico che collega Ermesinde e Pocinho, in Portogallo. Prende nome dal fiume Duero, di cui segue la maggior parte del percorso. Tra Pocinho e Barca d'Alva, nel 1887, venne costruito un prolungamento per collegarla alla rete ferroviaria della Spagna; venne dismesso il 18 ottobre 1988.

## Storia

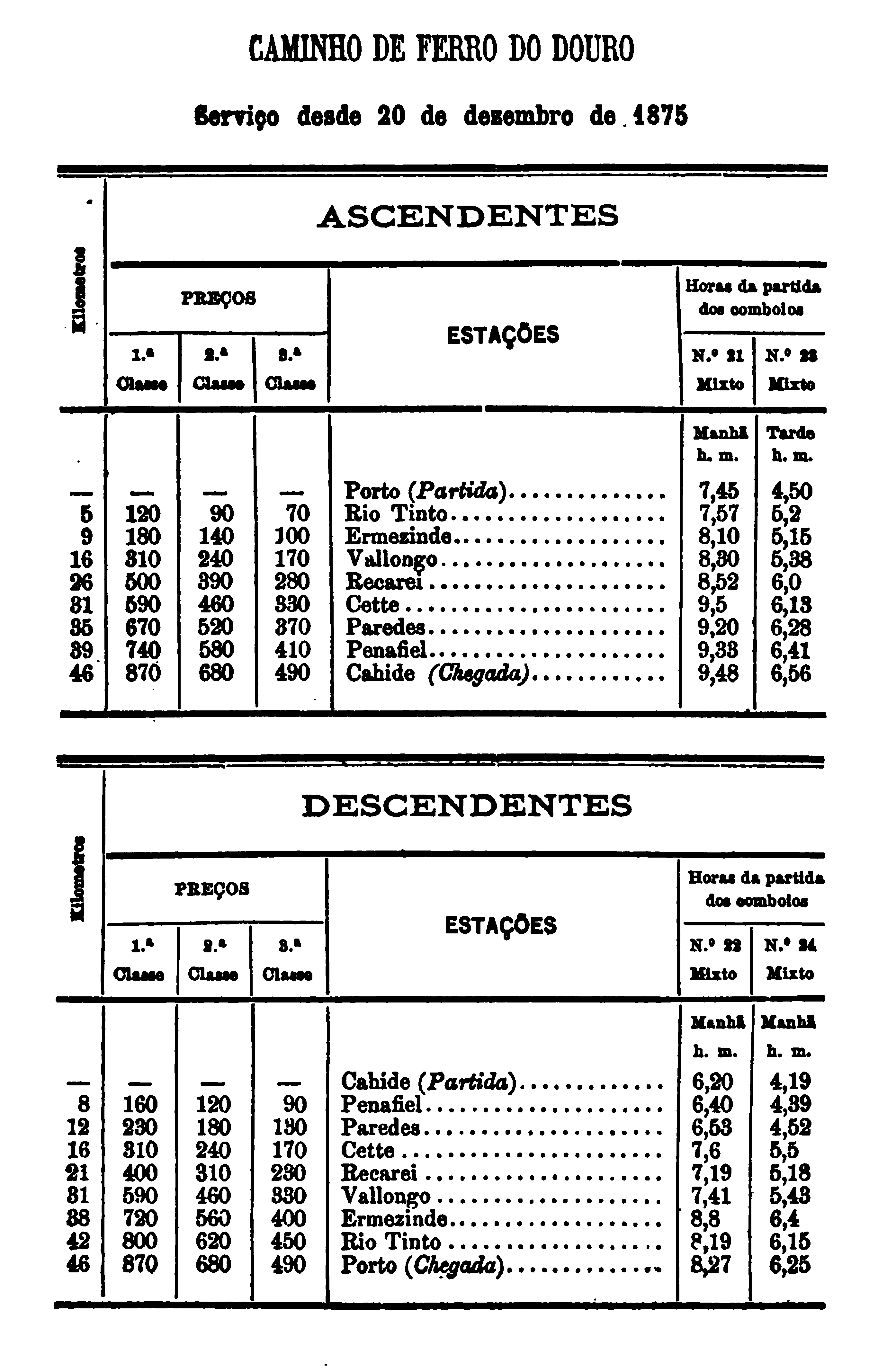
Orario ferroviario del 20 dicembre 1875: tariffe e treni tra Porto e Caide

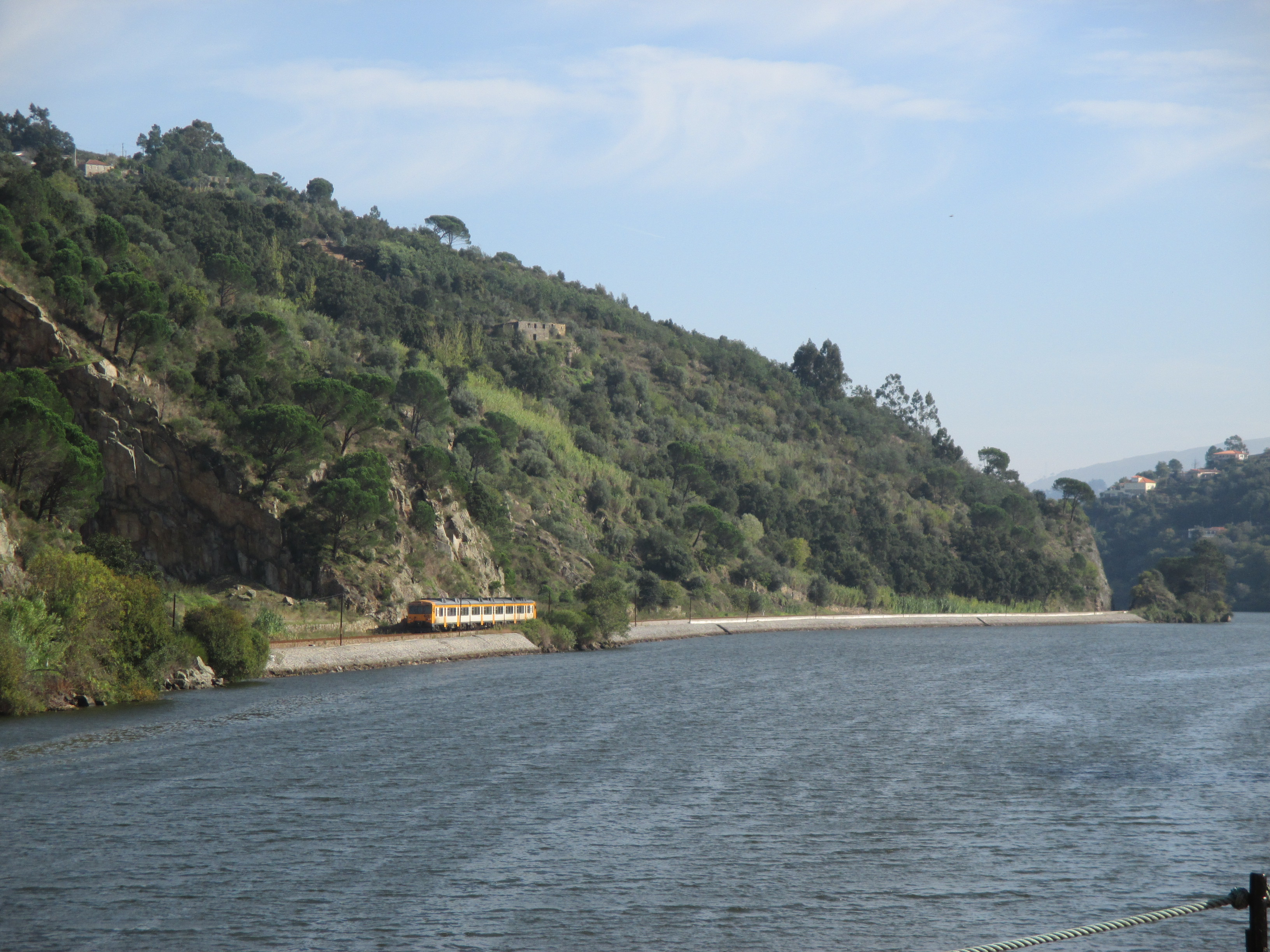
Convoglio regionale lungo il versante nord del fiume Duero

### Prodromi
Nel 1867 il governo portoghese presentò al Parlamento il progetto di vari collegamenti ferroviari da Porto per Pinhão, per Braga e verso la frontiera spagnola seguendo il corso del fiume Minho. Il 14 giugno 1872 fu approvata la costruzione della ferrovia del Minho e della ferrovia del Duero con un percorso passante da Penafiel.
Scopo principale della linea del Duero era il trasporto delle produzioni agricole e vinicole della regione, al tempo limitato al trasporto fluviale sul Río Duero. Per la sua importanza economica la costruzione fu considerata prioritaria rispetto ad altre.

### Si costruisce tra Ermesinde e Pinhão
I lavori di costruzione delle ferrovie proposte ebbero inizio l'8 luglio 1872; Braga fu raggiunta il 20 maggio 1875. L'operatività sulla linea del Duero ebbe inizio il 30 luglio 1875 con il completamento della prima tratta; Régua fu raggiunta il 15 luglio 1879 e Pinhão il 1º luglio 1880.

### Prosecuzione da Pinhão a Barca D'Alva e collegamento internazionale

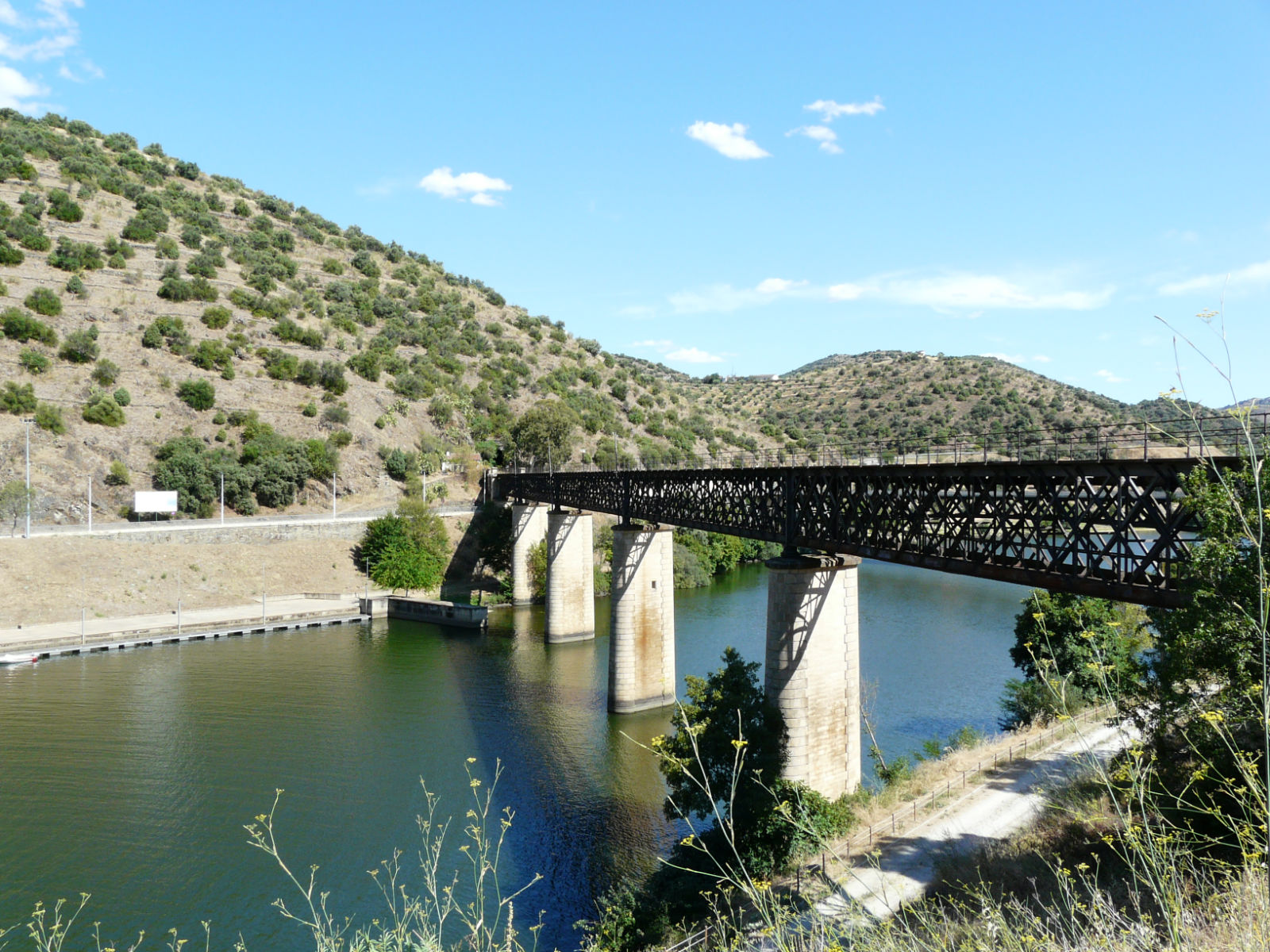
Viadotto in ferro di Barca d'Alva

L'apertura della linea fino a Pinhão realizzava il principale scopo della "Linea del Duero", stabilire cioè un collegamento con tale regione. Ma presto si pensò al prolungamento verso la frontiera spagnola, a Barca d'Alva per cui, il 23 luglio 1883, ne venne decisa la costruzione. La linea fu aperta fino al Tua il 1º settembre 1883 mentre Pocinho fu raggiunta il 10 gennaio 1887.
Il tratto fino a Barca d'Alva fu inaugurato il 9 dicembre 1887; lo stesso giorno fu inaugurata la linea internazionale Barca d’Alva-La Fuente de San Esteban che connetteva la linea del Duero alla rete ferroviaria spagnola, consentendo un servizio ferroviario diretto tra Porto e Salamanca. Questa era la quinta connessione internazionale costruita da un gruppo di finanzieri di Porto che aveva preso il nome di "Sindicato Portuense".

### Nascono le ferrovie dello stato
Con la legge del 14 luglio 1899 nacquero in Portogallo le Caminhos de Ferro do Estado, un'azienda dotata di una relativa autonomia di gestione delle ferrovie costruite dallo Stato; la ferrovia del Duero fu inserita nella "Divisione statale del Duero e del Minho".

### Fasi di costruzione

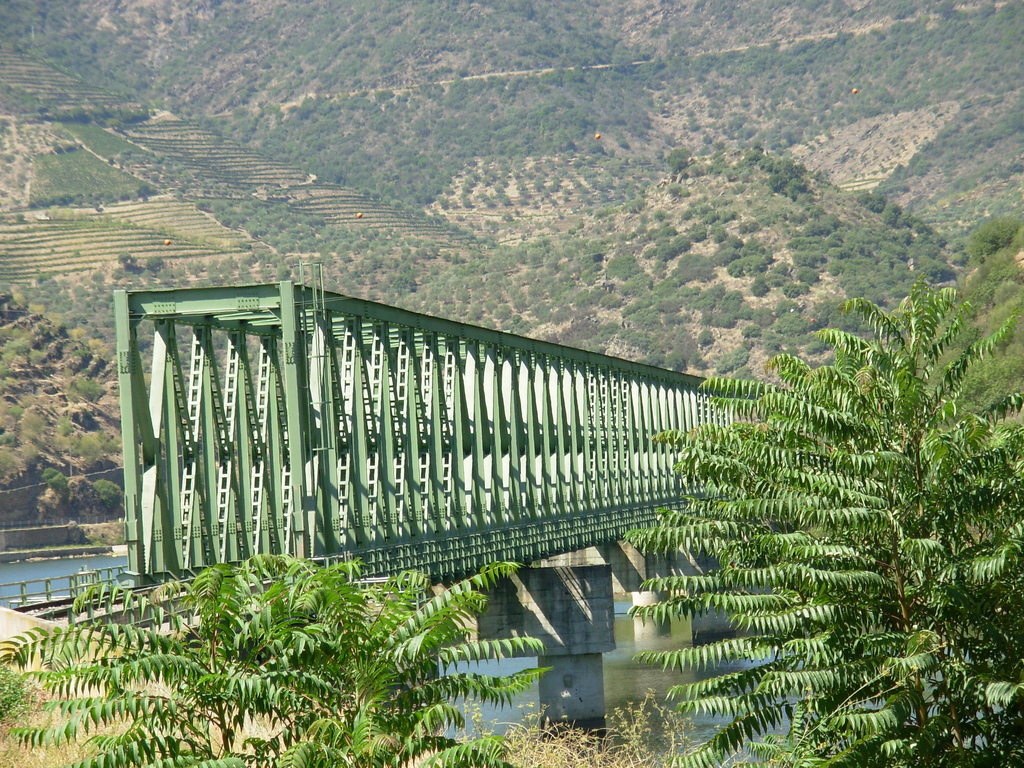
Viadotto di Ferradosa sul fiume Duero

| Tratta                        | Lunghezza | Inaugurazione     |
| ----------------------------- | --------- | ----------------- |
| Ermesinde – Penafiel          | 30,311 km | 29 luglio 1875    |
| Penafiel – Caíde              | 7,328 km  | 20 dicembre 1875  |
| Caíde – Juncal                | 18,818 km | 15 settembre 1878 |
| Juncal – Peso da Régua        | 38,371 km | 15 luglio 1879    |
| Peso de la Régua – Ferrão     | 15,813 km | 4 aprile 1880     |
| Ferrão – Pinhão               | 7,611 km  | 1º giugno 1880    |
| Pinhão – Tua                  | 12,993 km | 1º settembre 1883 |
| Tua – Pocinho                 | 31,678 km | 10 gennaio 1887   |
| Pocinho – Côa                 | 9,061 km  | 5 maggio 1887     |
| Côa – Barca D’Alva - frontera | 18,882 km | 9 dicembre 1887   |

### Il XX secolo
Il 7 febbraio 1902 furono approvati i progetti per la costruzione di due ponti sul fiume Duero, uno stradale di accesso alla stazione di Pinhão e l'altro ferroviario e stradale nei pressi di Pocinho per la ferrovia del Sabor e la strada reale n. 9.
La ferrovia Barca d’Alva-Salamanca si rivelò improduttiva dal punto di vista finanziario già dopo il fallimento del Sindicato Portuense e la sua integrazione nella "Compañía de las Docas de Porto y de los Ferrocarriles Peninsulares". La linea venne rilevata in gestione dalla "Compañía de Ferrocarriles de Salamanca a la Frontera de Portugal" e utilizzata per l'instradamento del "Sud Expresso" in quanto permetteva una riduzione del tempo di percorrenza di circa 5 ore.
Nel 1927, la Companhia dos Caminhos de Ferro Portugueses vinse la gara bandita dalle ferrovie dello Stato per la gestione delle linee compresa quella del Duero.

### Chiusura del collegamento internazionale
Il 30 settembre 1984 il governo spagnolo deliberò la chiusura al traffico di numerose tratte ferroviarie a partire dal 1º gennaio del 1985; uno di questi fu la ferrovia tra La Fuente de San Esteban e La Fregeneda e comportò la chiusura del Ponte Internazionale di Barca D'Alva e della stazione.
Nel 1988 anche sul ramo portoghese venne presa la stessa decisione motivata dalla scarsa redditività della tratta ferroviaria Pocinho-Barca d'Alva; la linea del Duero fu ridimensionata alla tratta Ermesinde-Pocinho dismettendo la sezione fino Barca d’Alva a partire dal 18 ottobre dello stesso anno.

## Caratteristiche
La ferrovia prende nome dal fiume Douro, che viene seguito dal tracciato sul suo versante nord da Régua fino al viadotto di Farradosa, che attraversa il fiume; la ferrovia prosegue seguendo il versante sud del fiume fino a Pocinho. Da tale località proseguiva, fino al 1988 fino alla frontiera con la Spagna. La tratta internazionale fino a Barca d'Alva permetteva di raggiungere, fino al 1985, Salamanca; questa connessione consentiva servizi ferroviari diretti tra tale località e Porto, mediante la Ferrovia del Minho.
| Unknown route-map component "CONTgq" | Unknown route-map component "STR+r" |  |

|  | Unknown route-map component "ABZg+l" | Unknown route-map component "CONTfq" |

|  | Station on track |

|  | Unknown route-map component "ABZgl" | Unknown route-map component "CONTfq" |

|  | Unknown route-map component "eHST" |

|  | Stop on track |

|  | Stop on track |

|  | Station on track |

|  | Stop on track |

|  | Stop on track |

|  | Stop on track |

|  | Station on track |

|  | Stop on track |

|  | Station on track |

|  | Stop on track |

|  | Unknown route-map component "SPLa" |

|  | Unknown route-map component "vDST-STR" |

|  | Unknown route-map component "SPLe" |

|  | Stop on track |

|  | Stop on track |

| Transverse water | Unknown route-map component "hKRZWae" | Transverse water |

|  | Unknown route-map component "eHST" |

|  | Station on track |

| Unknown route-map component "exCONTgq" | Unknown route-map component "eKRZ" | Unknown route-map component "exSTR+r" |

|  | Unknown route-map component "eXBHF-L" | Unknown route-map component "exXBHF-R" |

|  | Straight track | Unknown route-map component "exCONTf" |

|  | Stop on track |

|  | Stop on track |

|  | Station on track |

|  | Enter and exit tunnel + Unknown route-map component "RP4q" |

|  | Stop on track |

|  | Station on track |

|  | Stop on track |

|  | Unknown route-map component "XBHF-L" | Unknown route-map component "exKXBHFa-R" |

|  | Straight track | Unknown route-map component "exCONTf" |

| Transverse water | Unknown route-map component "hKRZWae" | Transverse water |

|  | Station on track |

|  | Station on track |

|  | Enter and exit tunnel |

|  | Stop on track |

|  | Station on track |

|  | Unknown route-map component "eHST" |

|  | Unknown route-map component "eHST" |

|  | Station on track |

|  | Stop on track |

|  | Station on track |

|  | Stop on track |

|  | Stop on track |

|  | Station on track |

|  | Stop on track |

|  | Station on track |

|  | Unknown route-map component "XBHF-L" | Unknown route-map component "exKXBHFa-R" |

| Unknown route-map component "exCONTgq" | Unknown route-map component "exSTRq" + Unknown route-map component "xvSHI1+l-STR+l" | Unknown route-map component "exSTRr" |

| Transverse water | Unknown route-map component "xvWBRÜCKE1" | Transverse water |

|  | Unknown route-map component "xvSHI1l-STRl" | Unknown route-map component "exCONTfq" |

|  | Unknown route-map component "eSPLa" |

|  | Unknown route-map component "vexHST-eHST" |

|  | Unknown route-map component "eSPLe" |

|  | Station on track |

|  | Unknown route-map component "eHST" |

|  | Stop on track |

|  | Unknown route-map component "eHST" |

|  | Station on track |

|  | Unknown route-map component "eHST" |

|  | Unknown route-map component "eHST" |

|  | Unknown route-map component "eHST" |

| Transverse water | Unknown route-map component "hKRZWae" | Transverse water |

|  | Unknown route-map component "XBHF-L" | Unknown route-map component "exKXBHFa-R" |

|  | Straight track | Unknown route-map component "exCONTf" |

|  | Stop on track |

|  | Enter and exit tunnel |

| Unknown route-map component "exSTR+l" | Unknown route-map component "eABZgr" |  |

| Unknown route-map component "exhKRZWae" | Unknown route-map component "hKRZWae" | Transverse water |

| Unknown route-map component "exBHF" | Straight track |  |

| Unknown route-map component "exSTR" | Stop on track |  |

| Unknown route-map component "exSTRl" | Unknown route-map component "eABZg+r" |  |

|  | Station on track |

|  | Stop on track |

|  | Stop on track |

|  | Enter and exit tunnel |

|  | Unknown route-map component "KXBHFxe-L" | Unknown route-map component "exKXBHFa-R" |

|  | Unknown route-map component "exSTR" | Unknown route-map component "exCONTf" |

|  | Unknown route-map component "exBHF" |

| Transverse water | Unknown route-map component "exhKRZWae" | Transverse water |

|  | Unknown route-map component "exBHF" |

|  | Unknown route-map component "exBHF" |

|  | Unknown route-map component "exBHF" |

| Transverse water | Unknown route-map component "xTZOLLWo" | Transverse water |

|  | Unknown route-map component "exCONTf" |